# Chaudary Muhammad Amjad
Chaudary Muhammad Amjad (Pakpattan, 1963 - ibídem, 24 de mayo de 2013) fue un futbolista pakistaní que jugaba en la demarcación de centrocampista.

## Biografía
Chaudary Muhammad Amjad debutó como futbolista profesional en 1978 a los 15 años de edad con el Al-Hilal. Jugó en el equipo saudí durante toda su carrera deportiva, hasta 1996, año en el que se retiró con 33 años. Además jugó para la selección de fútbol de Pakistán. Tras retirarse como futbolista fue entrenador del equipo indio Punjab football team. Posteriormente fue el presidente de la asociación de fútbol del distrito de Pakpattan, su ciudad natal y secretario organizador del campeonato nacional sub-16 de 2013.
Chaudary falleció el 24 de mayo de 2013 a los 50 años de edad tras una insuficiencia cardíaca.

## Clubes
| Club     | País           | Año         |
| -------- | -------------- | ----------- |
| Al-Hilal | Arabia Saudita | 1978 - 1996 |